# Mouquim (przystanek kolejowy)
Mouquim (port: Apeadeiro de Mouquim) – przystanek kolejowy w Mouquim (część gminy Vila Nova de Famalicão), w dystrykcie Braga, w Portugalii. Znajduje się na Linha do Minho. Jest obsługiwany przez pociągi CP Urbanos do Porto.

## Historia
Stacja znajduje się na odcinku Linha do Minho między Campanhã i Nine, która weszła do służby wraz z Ramal de Braga 21 maja 1875 r.

## Linie kolejowe
- Linha do Minho